# Кастеллани, Карло
Карло Кастеллани (итал. Carlo Castellani, 15 января 1909 года, Монтелупо-Фьорентино — 11 августа 1944 года, Гузен, Австрия) — итальянский футболист, нападающий, рекордсмен клуба «Эмполи» по числу забитых голов (61 в рамках чемпионата Италии.)

## Биография
Появился на свет 15 января 1909 года в провинции Флоренция, в городе Монтелупо-Фьорентино. Впервые пришел в «Эмполи» в 1926 году, где отыграл до 1930 года, дебют спортсмена пришелся на игру против «Дженоа» (1:2). Из 65 голов в его карьере 61 Карло забил в составе «синих».
Всего же за первый период выступлений в рядах «Эмполи» Кастеллани провел 77 матчей, отличившись 49 раз.
В дальнейшем с 1930 по 1933 годы отыграл в «Ливорно» (3 гола в 52 играх).
В 1933 году Карло был куплен клубом «Виареджо», откуда ушёл год спустя, проведя в этот период 13 игр и забив один гол.
Вернувшись в «Эмполи», Кастеллани выступал в нём до 1939 года, отличившись 12 раз за 68 матчей.
Завершив игровую карьеру, Карло с семьей переехал в городок Фиббиана, где занялся малым бизнесом, приобретя лесопилку.

## Гибель
4 марта 1944 года работники завода по изготовлению стекла в Монтелупо вышли на масштабную забастовку.
Это были первые мятежные движения против немецкой оккупации. В ответ на демарш правительство устроило обширную операцию по всей Тоскане, направленную на арест членов сопротивления и каждого, кто подозревался в причастности к протестам или публично выступал против интересов властей.
Поезд на вокзале во Флоренции ждал, когда закончится охота, чтобы взять курс на север. 
Грузовик, использовавшийся фашистами для того, чтобы перевозить арестованных, остановился у двери дома Карло.
Экс-игрок был арестован немцами по доносу соседей и вскоре вывезен в числе других пленных в Австрию, в концентрационный лагерь Маутхаузен, где практически сразу заболел дизентерией. В лагере Карло жил в одном блоке со своим давним товарищем Альдо Роваи, в общении с которым находил некоторое утешение.
11 августа 1944 года ослабленный болезнью 35-летний спортсмен был найден мертвым в углу своей камеры. Его обнаружил Альдо Роваи. Тело футболиста было вынесено из здания и в тот же день погребено в братской могиле.

## Память
Возведённый в 1965 году домашний стадион «Эмполи» носит имя Кастеллани.